# 家族社会学
家族社会学（かぞくしゃかいがく、英語：family sociology）は、集団としての家族とその形態や機能、そこにおけるさまざまな病理などを研究テーマとする学問。社会学の一分野。
特に著しい20世紀の近代家族の変化をとりあげることも多い。現代までの家族の変容や、結婚、夫婦の役割分担についての意識の変化や、高齢化に伴う介護問題、家族に対する社会的制度についてなどを取り上げている。